# الهجمات الإلكترونية على سريلانكا 2020
الهجمات الإلكترونية على سريلانكا 2020 كانت سلسلة من الهجمات الإلكترونية على ما لا يقل عن 5 مواقع وطنية سريلانكية مع نطاقات المستوى الأعلى من .gov - com. يُفترض أن الهجوم الإلكتروني قد تم في 17 و18 مايو 2020. كان الهجوم السيبراني أيضًا تم إطلاقه على الموقع الإخباري الرائد في سري لانكا. كما تأثر الموقع الإلكتروني للسفارة الصينية العاملة في سريلانكا وموقع مكتب مجلس الوزراء في سريلانكا بالهجوم الإلكتروني. تجري التحقيقات من قبل سريلانكا. فريق الاستعداد للطوارئ الحاسوبية في لانكا جنبًا إلى جنب مع جمعية تكنولوجيا المعلومات في سريلانكا. تعتقد جمعية تكنولوجيا أن هذا الهجوم السيبراني نفذته مجموعة تسمى «تاميل إيلام سايبر فورس».